# Agunea
Agunea este zeul focului terestru în mitologia slavă. Este cel mai mic dintre fiii lui Svarog și reprezintă puterea zeilor de a-i purifica pe oameni și a-i proteja de forțele necurate. Rolul său de a intermedia între lumea oamenilor și cea a divinităților explică focurile rituale și obiceiul incinerării morților. Spre deosebire de alți zei slavi care iarna "hibernează" (datorită faptului că fenomenele naturale patronate de ei nu se manifestă), Agunea este prezent pe Pământ și în anotimpul rece.